# Deutsche Tischtennis-Meisterschaft 1996
Die 64. nationale Deutsche Tischtennis-Meisterschaft fand vom 1. bis 3. März 1996 in Bielefeld in der Seidensticker Halle statt.
Alle aktuellen Nationalspieler und Nationalspielerinnen waren vertreten. Große Überraschungen blieben aus. Im Gegensatz zum Vorjahr zeigte sich Jörg Roßkopf trotz gesundheitlicher Probleme – eine Magen-Darm->Grippe hatte er gerade überstanden – der Konkurrenz überlegen und fuhr den vorausgesagten siebten Titel im Einzel sowie den sechsten Titel im Doppel mit Steffen Fetzner ein. Gleiches gelang Nicole Struse, sie siegte im Einzel – erstmals wieder nach 1991 – und im Doppel mit Ilka Böhning. Im Mixed holten Torben Wosik/Elke Schall Gold. Somit gelang in keinem der fünf Wettbewerbe eine Titelverteidigung.
Etwa 6.500 Zuschauer besuchten die Veranstaltung.
| Platz | Herreneinzel     | Dameneinzel       | Herrendoppel                  | Damendoppel                          | Mixed                                  |
| ----- | ---------------- | ----------------- | ----------------------------- | ------------------------------------ | -------------------------------------- |
| 1     | Jörg Roßkopf     | Nicole Struse     | Jörg Roßkopf/Steffen Fetzner  | Ilka Böhning/Nicole Struse           | Torben Wosik/Elke Schall               |
| 2     | Peter Franz      | Olga Nemes        | Peter Franz/Torben Wosik      | Jie Schöpp/Olga Nemes                | Jürgen Hegenbarth/Cornelia Faltermaier |
| 3     | Christian Dreher | Christina Fischer | Jürgen Hegenbarth/Joseph Hong | Christina Fischer/Christiane Praedel | Viktor Vetturelli/Kinga Lohr           |
| 3     | Steffen Fetzner  | Jie Schöpp        | Richard Prause/Gerd Richter   | Andrea Bargel/Ulla Rottmann          | Thomas Schröder/Jie Schöpp             |

In den Einzelwettbewerben wurden drei Gewinnsätze ausgespielt, in den Doppelwettbewerben dagegen nur zwei Gewinnsätze.

## Wissenswertes
- Nicole Struse blieb im Einzel bis zum Endspiel ohne Satzverlust. Erst hier musste sie beim 3:2-Sieg gegen Olga Nemes zwei Sätze abgeben und einen 0:2 Rückstand noch umbiegen.[1] Im Halbfinale gewann sie gegen Christina Fischer einen Satz mit 21:3.
- Der 14-jährige Timo Boll nahm erstmals an einer Deutschen Meisterschaft teil. Er besiegte in der zweiten Runde Heiko Wirkner und verlor danach gegen Steffen Fetzner mit 0:3.[1]